# Hassle-Säby

Hassle-Säby eller Säby är en herrgård i Berga socken, Mariestads kommun, Västergötland.
Hassle-Säby ägdes i slutet av 1500-talet av Axel Posses änka Anna Axelsdotter (Hällekis-ätten), vars sonson Axel Posse (död 1633) gjorde gården till sin sätesgård i början av 1600-talet. Senare har gården bl.a. tillhört ätterna von Knorring och von Hofsten.
I början av 1800-talet tillhörde godset en tid släkten Löfvenskiöld. År 1881 inköptes godset gemensamt av Carl Söderberg, Johan Engström och August Johansson. Den sistnämnde, godsägare August Johansson (tidigare ägare av Dikesgården Hassle), löste efter en tid ut sina medägare och blev ensam ägare. Han drev Säby till sin död 1888. 1907 såldes godset av arvingarna och styckades. Bland annat köpte Katrinefors bruk AB en stor del av de stora skogarna som hörde till Säby och dessa blev därmed bolagsskogar. 
Därefter förekom ett antal olika ägare till Säby. Bland andra godsägare P.J. Carlander som inköpte godset 1909. 1934 köptes egendomen av godsägare Nordin. Numera (2008) ägs Hassle-Säby gods av Johan Lidefelt. Egendomen är ännu en av de större i Mariestads-regionen.